# 윤새노트
윤새노트는 대한민국의 만화가 및 유튜버로 사회이슈를 웹툰과 유튜브로 연재하고 있다. 웹툰, 디자인을 윤이 담당하고 방송, 운영은 새노트가 담당한다.

## 활동배경
윤이 2011년 월하지희라는 필명을 이용, 판타지물인 어린 선녀의 활동을 그린 선녀가온 나나로 데뷔했다. 2014년 활동을 중단한 후 디자인 학습에 전념, 이 후 새노트의 합류와 함께 2016년 축구 일상툰으로 활동을 재기했다.

## 작품
- 2018년 《윤새노트 정공남녀》
- 2018년 《윤새노트 웹툰뉴스》
- 2018년 《윤새노트의 마인크래프트!》
- 2018년 《축덕와이프!》
- 2017년 《그린팬토크》
- 2016년 《축구팬 여친되기!》
- 2016년 《시끄러운 나의 세상》
- 2011년 《선녀가온 나나》[깨진 링크(과거 내용 찾기)]

## 유튜브
2019년 2월, 웹툰뉴스 제작의 시안작업 회의를 온라인 방송으로 공개하면서 시작되었다. 현재는 웹툰 작품을 영상화하여 연재하고 있다.